# مثلث متوسط

المثلث باللون الأحمر هو مثلث متوسط ضمن المثلث باللون الأسود

في الهندسة الرياضية، يُعرف المثلث المتوسط لمثلث ما ABC على أنه المثلث الذي تكون رؤوسه عند منتصف الأضلاع AB,AC وBC للمثلث ABC.

## وصلات خارجية
- إيريك ويستاين، Medial triangle، ماثوورلد Mathworld (باللغة الإنكليزية).
- إيريك ويستاين، Anticomplementary Triangle، ماثوورلد Mathworld (باللغة الإنكليزية).